# Kim Ngân (ca sĩ)
Kim Ngân tên thật là Lý Kim Ngân (sinh ngày 6 tháng 6 năm 1963), là một cựu ca sĩ người Mỹ gốc Việt. Cô được biết đến là giọng ca ăn khách, xinh đẹp và nổi tiếng bậc nhất tại cộng đồng Việt Nam hải ngoại vào đầu thập niên 1980.

## Tiểu sử
Kim Ngân sang Mỹ từ năm 1975 với mẹ và hai em, một gái, một trai. Năm đó Kim Ngân 12 tuổi và không thạo tiếng Việt vì hồi ở Việt Nam chỉ học tiếng Pháp từ lúc 5 tuổi, cho tới khi đi Mỹ. Khi chưa rời Việt Nam, gia đình cô từng sống ở đường Hoàng Diệu, Quận Tư, có mẹ làm “tài pán” (tiếng lóng của người Sài Gòn xưa, chỉ người điều phối nhóm vũ nữ) cho vợ chồng ông Nguyễn Phúc Ưng Thi, chủ rạp xi-nê Rex ở Quận Nhất, Sài Gòn.
Trong ký ức của mẹ ruột, Kim Ngân là một cô gái dễ thương, ngoan ngoãn và có hiếu với mẹ. Hồi nhỏ, cô học trường Pháp, được bà thuê thêm cô giáo dạy riêng nên học rất giỏi. Cô hầu như đều ở hạng 1 - 2 trong lớp suốt năm tháng đi học. Từ bé, Kim Ngân đã đáng yêu, ai thấy cũng muốn cưng nựng, từng đi chụp mẫu nhí.

## Sự nghiệp
Đến năm 1983, cô bắt đầu bước vào con đường nghệ thuật và khi đó người giúp đỡ cô chính là nhạc sĩ Trường Hải.
“Bà xã tôi quen với mẹ Kim Ngân là bà Võ Thị Nhơn, có tên Mỹ là Annie. Lúc ấy Kim Ngân còn trẻ lắm và vô cùng xinh đẹp mà cũng biết ca chút ít nên tôi mời cháu hát bản ‘Không!’ của Nguyễn Ánh 9 cho cuốn video đầu tiên của Trung Tâm Trường Hải tại Hoa Kỳ mang chủ đề ‘KHÔNG!’ (sản xuất năm 1983, là cuốn video Việt Nam đầu tiên được sản xuất tại hải ngoại)”, nhạc sĩ Trường Hải kể lại.
Việc này trở thành bệ phóng đưa Kim Ngân nổi tiếng và gặt hái được nhiều thành công. Với nhiều ca khúc nổi bật như: Tuổi đá buồn, Mưa hồng, Không, Bước tình hồng, Đêm cuối cùng bên anh... 
Theo ca sĩ Giao Linh, Kim Ngân sang Mỹ từ nhỏ, tiếng Anh lưu loát, có lợi thế khi hát những bài hát bằng tiếng Anh. Cùng với hình thể sexy thì khả năng hát nhạc ngoại quốc giúp nữ ca sỹ chiếm được lượng fan hùng hậu, hầu hết là người trẻ.
Ông Lê Đức Cường, người hòa âm cho cuốn băng “Tình sử Roméo & Juliette” cho biết Kim Ngân chỉ tham gia hát một bài: “Cô ấy chưa biết hát. Tuy nhiên, album có sự tham gia của nhiều nữ ca sĩ nổi tiếng khác như Ngọc Lan, Thúy Vi, Juliet, Như Mai… thì một mình cô ấy hát bình thường cũng không sao. Tôi là người tập cho cổ hát từng câu trong cuốn băng đó. Đó là một bài nhạc Mỹ, tôi viết lời Việt cho cô”. Cuốn băng “Tình sử Roméo & Julliette” ăn khách, theo ông Cường, không chỉ nhờ dàn ca sỹ nổi tiếng góp mặt mà còn vì hình bìa Kim Ngân xinh đẹp và quyến rũ thời ấy.
Những năm thập niên 80, Kim Ngân trở thành ca sĩ ăn khách và nổi tiếng bậc nhất tại hải ngoại dù giọng hát chưa đạt đến mức xuất sắc. Thậm chí, ở giai đoạn đó, Kim Ngân còn mở một trung tâm âm nhạc mang tên mình với quy mô khá lớn.
Thời điểm này, tên tuổi ca sĩ Kim Ngân sánh ngang với các ca sĩ nổi tiếng như Ngọc Lan, Lynda Trang Đài, Thái Tài, Nhật Hạ, Trizzie Phương Trinh,... 

## Biến cố
Nhưng khi đang ở trên đỉnh cao của sự nghiệp, Kim Ngân lại sa ngã, lao vào cuộc sống buông thả khiến cô dần bị giới nghệ sĩ xa lánh và bị loại khỏi thị trường âm nhạc tại hải ngoại. 
Kim Ngân kết hôn năm 19 tuổi, ly dị năm 29 tuổi. Thời điểm ấy, mọi thứ cứ ập vào lần lượt. Kim Ngân loay hoay giải quyết việc ly hôn, kinh doanh thua lỗ đến nỗi phải bán cả hãng đĩa mang tên mình để về Los Angeles ở. Cô đưa hai con gái nhỏ về nhà. Khi ấy, mẹ ruột của cô vẫn ở Mỹ, cả gia đình 4 thế hệ sống chung.
Khi ấy, tòa án xử Kim Ngân giữ quyền nuôi con. Chồng cũ được phép thăm con. Ông rất thương con nên lần nào đến thăm cũng dẫn 2 con đi chơi, đi mua sắm nhiều quần áo, đồ chơi. Vì thế, hai bé nằng nặc đòi ở với cha. Kim Ngân dù rất thương con nhưng nghĩ mình làm ăn thất bại, không còn tiền nên để chồng cũ nuôi con. Thời điểm đó, con gái lớn mới vài tuổi, con thứ một tuổi. 
Sau đó, mẹ cô về Việt Nam mở một cửa hàng quần áo và đi về giữa 2 quốc gia. Trong thời gian này, Kim Ngân có bạn trai mới và mang thai với người này. "Không có chuyện Ngân lang thang ngoài đường bị người ta cưỡng hiếp mang bầu", bà Hương khẳng định.
Những cú sốc liên tiếp, Kim Ngân gặp phải nhiều sang chấn tâm lý, ảnh hưởng trầm trọng tới thần kinh và trí não. Lâu dần, Kim Ngân trở thành người khác, đi lang thang quanh các khu phố của người Việt tại California, Mỹ. Dù tâm thần, Kim Ngân vẫn nhớ tên thật của mẹ ruột, bà Hương là Võ Thị Nhơn.
Ca sĩ nổi danh một thời hiện nay không còn minh mẫn, lúc nhớ lúc quên. Bà luôn miệng nhắc rất nhiều cái tên và kể những câu chuyện không đầu đuôi, lẫn lộn nhau. Thỉnh thoảng, bà hát vu vơ những ca khúc ngày xưa khi còn là ca sĩ.
Theo chia sẻ của ca sĩ Trizzie Phương Trinh trước đó, ca sĩ Kim Ngân vẫn nhận ra mọi người nhưng không đồng ý ở nhà ai, thậm chí là nhà của hai con gái:
 “Có rất nhiều người muốn giúp chị Kim Ngân nhưng chị ấy không chịu về nhà ai hết, chỉ thích đi lang thang ngoài đường thôi. Thậm chí, chính hai đứa con gái của chị ấy dù rất thương mẹ nhưng cũng không cách nào giúp được”
Bên cạnh đó, con gái ca sĩ Kim Ngân có ý định đưa cô vào bệnh viện tâm thần nhưng bất thành vì Kim Ngân không đồng ý.
Vào năm 2021, Thúy Nga tình cờ gặp nữ ca sĩ Kim Ngân và qua sự tận tình giúp đỡ của Thúy Nga, hiện nay Kim Ngân đã có một chỗ ở ổn định và tinh thần cô ngày một tiến triển hơn trước rất nhiều. Trong một ngày, nữ danh hài cùng ca sĩ Kim Ngân đi mua sắm, đi ăn... giúp cho Kim Ngân được thoải mái tinh thần và giúp bà hòa nhập lại với mọi người xung quanh. 2 người đã trải qua nhiều thử thách gian nan có khi tuyệt vọng nhưng không vì thế Thúy Nga nản chí, luôn để lại ấn tượng khó phai trong lòng khán giả trong và ngoài nước theo dõi cuộc hành trình hơn 80 tập của cả 2.

## Bài hát
- Bên nhau trong mơ
- Bước tình hồng
- Calypso
- Cheri, cheri lady
- Dracula's Tango (Sucker for your love)
- Đêm cuối cùng bên anh
- Em yêu dấu
- Je ne veux pas rentrer chez moi seule (Em không về nữa)
- Không
- Kimi ga Suki (Kimi ga Suki yêu dấu)
- Libertine
- Love life in your eyes
- Love me with all your heart
- Mưa hồng
- Naufrage en hiver (Ca khúc ái tình)
- Oh l'amour (Là tình yêu)
- Rước dâu về làng
- Tôi muốn
- Tuổi đá buồn
- Un jour c'est toi, un jour c'est moi
- Vì em quá yêu anh
- What did I do? (Em đã làm chi)